# Massacre del camp de refugiats de Jabalia
La massacre del camp de refugiats de Jabalia va ser un atac aeri israelià durant la guerra que Israel va declarar a Hamàs després que els seus militants aconseguissin fer una incursió a Israel el 7 d'octubre de 2023.
El bombardeig fou dut a terme per les Forces de Defensa d'Israel (FDI) el 31 d'octubre de 2023, en el curs de la guerra entre Israel i Gaza, contra el campament de refugiats palestins de Jabalia, situat al nord de la Franja de Gaza, que va matar almenys 145 persones. El Ministeri de l'Interior de Gaza va afirmar que el camp havia estat «completament destruït», amb estimacions preliminars de víctimes de prop de 400 ferits, morts i desapareguts sota la runa. El proper Hospital indonesi va afirmar haver rebut 120 cadàvers i haver tractat 280 ferits, la majoria dones i infants, en el que era el cinquè bombardeig del camp de refugiats des que va començar la guerra.
El portaveu de les FDI, Daniel Hagari, va confirmar que avions de combat israelians van atacar el camp de refugiats i va afirmar que l'atac va matar Ibrahim Biari, un líder de Hamàs suposadament clau en la planificació i execució de la massacre al festival de música de Re'im del 7 d'octubre, a més de matar desenes de milicians en un «vast complex de túnels subterranis» sota el campament des del qual Biari estava al comandament de les operacions. Hamàs va negar la presència de qualsevol comandant i va dir que Israel estava utilitzant aquestes afirmacions com a pretext per a l'atac. El 2023, el camp de refugiats tenia una població de 116 000 habitants.

## Bombardeig
Un testimoni va descriure l'escena de la següent manera:
| « | Els nens carregaven altres nens ferits i corrien, mentre l'aire estava ple de pols grisa. Hi havia cossos penjats de la runa, alguns sagnaven i altres estaven cremats. Vaig veure dones cridant i confoses. No sabien si plorar per haver perdut els fills o córrer a buscar-los, sobretot perquè molts nens jugaven al barri. | » |

Atef Abu Seif, ministre de cultura de l'Autoritat Nacional Palestina i conegut crític de Hamàs, també va referir-se a escenes «apocalíptiques» al diari alemany Der Spiegel, afirmant que més de cinquanta edificis van ser «destrossats, aixafats. Hi havia dotzenes de persones i famílies que havien arribat des de l'exterior perquè les seves cases havien estat destruïdes amb anterioritat. Van bombardejar el centre, el cor del camp de refugiats. Probablement cap lloc a tot Palestina estigui tan densament poblat com aquest. Ni tan sols es podia distingir on començava i acabava cada edifici». L'ONG Metges Sense Fronteres va declarar que estaven horroritzats pel que havia passat al camp de refugiats de Jabalia, on un gran nombre de persones havien mort a causa d'un atac aeri israelià. Després de l'atac, molts ferits van arribar a l'hospital Al-Shifa, inclosos molts infants amb ferides profundes i cremades greus.
El director de defensa civil a Gaza va declarar a Al Jazeera que Israel va llançar sis bombes de fabricació estatunidenca a la zona. Les fotografies de les conseqüències van mostrar diversos cràters grans al mig de nombrosos edificis destruïts.
Segons funcionaris de les FDI, Israel va llançar les bombes a l'espai entre els edificis per a destruir un complex de túnels subterranis i el col·lapse de la xarxa de túnels va portar a l'esfondrament dels fonaments dels edificis propers, provocant que aquests al seu torn s'esfondressin. Tanmateix, els voltants del proper Hospital Indonesi també van patir atacs aeris per part d'Israel, i fins i tot el mateix hospital va patir danys materials a causa de les explosions properes. L'Oficina de l'Alt Comissariat de les Nacions Unides per als Drets Humans va haver de recordar que els hospitals estan totalment protegits d'atacs segons el dret internacional humanitari.
Menys d'un dia després de l'atac aeri que va matar almenys 50 persones, el camp de refugiats de Jabalia va ser novament bombardejat, causant nombrosos morts i ferits, segons un portaveu del govern de la Franja de Gaza. Segons Hamàs, «set ostatges van morir ahir a la massacre israeliana al camp de refugiats de Jabalia, tres dels quals amb passaport estranger». Per part seva, l'ONU va confirmar dimecres 1 de novembre que l'atac aeri va causar «la destrucció d'un barri sencer amb 30 edificis residencials» i almenys 50 morts.
El portaveu de les FDI, Daniel Hagari, va acusar Hamàs de «construir infraestructura terrorista sota les cases de civils» i va fer una crida a la població perquè abandonés el nord de la Franja de Gaza. Quan el presentador de la CNN, Wolf Blitzer, li va recordar que hi havia molts civils innocents al camp de refugiats, Hecht va respondre: «aquesta és la tragèdia de la guerra» i va dir que els civils haurien de traslladar-se al sud. Tot i que l'ONU havia declarat en múltiples ocasions que «no hi ha lloc segur a Gaza» i que aquestes crides no es podien complir davant dels incessants bombardejos israelians.

## Reaccions
- El periodista d'Al Jazeera, Anas Al Shareef, que va ser al lloc dels fets, va afirmar: «és una massacre massiva. És difícil comptar el nombre d'edificis que hi han estat destruïts».[18] Nebal Farsakh, portaveu de la Mitja Lluna Roja Palestina, va descriure l'escena com a «absolutament horrible».[19]

- El metge noruec Mads Gilbert va afirmar que «no hi ha cap dubte que és un assassinat en massa».[20] Melanie Ward, directora executiva de l'organització sense ànim de lucre anglesa Ajuda Mèdica per a Palestina, va declarar que «aquest atac marca un nou punt i a part i hauria de servir com una crida d'atenció als líders i polítics de tot el món. Les seves humils sol·licituds de compliment del dret internacional estan sent ignorades per complet, Israel, en canvi, ha augmentat la ferocitat dels atacs indiscriminats i desproporcionats».[21]

- Raquel Martí, directora de l'Agència de Nacions Unides per als Refugiats de Palestina al Pròxim Orient va descriure l'escena com «una autèntica massacre», mentre la població intenta recuperar cadàvers i ferits després de l'atac «Israel continua bombardejant barris sencers de camps de refugiats a la Franja de Gaza, pressionant la població per a fugir al sud, un sud que també és intensament bombardejat. Al camp de refugiats de Jabalia el nombre de morts és enorme».[6]

- El primer ministre d'Escòcia, Humza Yousaf, es va disculpar obertament per la inacció de la diplomàcia mundial davant els afectats per l'atac: «lamento aquests homes, dones i infants innocents al camp de refugiats de Jabalia que el món no va poder protegir. Aquest flagrant menyspreu per la vida humana s'ha de condemnar de manera inequívoca. No deixeu que morin més infants. Necessitem un alto el foc immediat».[22][23]

- El ministre d'Afers Estrangers d'Espanya, José Manuel Albares, va afirmar sentir-se «horroritzat» per les víctimes civils del bombardeig israelià de Jabalia. A més, va assenyalar que el dret internacional humanitari «s'ha de respectar sempre» i va aprofitar per demanar «l'alliberament incondicional d'ostatges i la treva humanitària per a evitar més víctimes innocents. Volem pau i seguretat per a tothom a l'Orient Mitjà».[24]

- El líder de Hamàs, Ismail Haniyeh, va acusar Israel de «cometre massacres bàrbares contra civils desarmats» després de l'atac al camp de refugiats, i va advertir que els ostatges israelians retinguts a Gaza corren el mateix risc de «mort i destrucció» que els residents palestins.[25]
- El ministeri de Relacions Exteriors de Bolíivia va anunciar que trencava relacions diplomàtiques amb Israel, a qui va acusar d'estar cometent «crims contra la humanitat».[26]